# Puchar Europy Mistrzów Klubowych w piłce siatkowej (1993/1994)
Puchar Europy Mistrzów Krajowych 1993/1994 – 35. sezon Pucharu Europy Mistrzów Krajowych rozgrywanego od 1959 roku, organizowanego przez Europejską Konfederację Piłki Siatkowej (CEV) w ramach europejskich pucharów dla męskich klubowych zespołów siatkarskich „starego kontynentu”.

## System rozgrywek
- W fazie kwalifikacyjnej i w rundzie fazy głównej drużyny rozgrywały ze sobą dwumecz, z którego lepsza awansowała dalej. O awansie decydowały kolejno: liczba wygranych meczów, liczba wygranych setów, liczba zdobytych małych punktów.
- Do fazy grupowej awansowało 8 zespołów, podzielonych na dwie grupy. Rozegrały one pomiędzy sobą mecz i rewanż. Zwycięzca otrzymywał 2 punkty, natomiast przegrany – 1 punkt. Zwycięzcą został klub, który po rozegraniu wszystkich meczów turnieju finałowego zdobył najwięcej punktów. Dwa najlepsze zespoły awansowały do turnieju finałowego.

## Drużyny uczestniczące
| Państwo                      | Drużyna                       |
| Drużyny grające od I rundy   | Drużyny grające od I rundy    |
| ---------------------------- | ----------------------------- |
| Austria                      | Donaukraft Wiedeń             |
| Białoruś                     | Sputnik Witebsk               |
| Bułgaria                     | CSKA Sofia                    |
| Cypr                         | Anorthosis Famagusta          |
| Dania                        | Holte IF                      |
| Holandia                     | Piet Zoomers Apeldoorn        |
| Litwa                        | Morena Wilno                  |
| Macedonia                    | Strumica Geneks Inżenering    |
| Polska                       | AZS Częstochowa               |
| Portugalia                   | Sporting CP                   |
| Rosja                        | Awtomobilist Sankt Petersburg |
| Słowacja                     | VKP Bratysława                |
| Słowenia                     | Vileda Maribor                |
| Szwajcaria                   | UC Lozanna                    |
| Ukraina                      | Szachtar Donieck              |
| Węgry                        | Somogy Kaposvár               |
| Drużyny grające od II rundy  |                               |
| Albania                      | SK Tirana                     |
| Czechy                       | Aero Odolena Voda             |
| Finlandia                    | KuPS Volley Kuopio            |
| Francja                      | PSG Asnieres                  |
| Izrael                       | Hapoel Bat Jam                |
| Łotwa                        | Vildoga Muranija Ryga         |
| Norwegia                     | Skien VBK                     |
| Turcja                       | Halkbank Ankara               |
| Drużyny grające od III rundy |                               |
| Belgia                       | Maes Pils Zellik              |
| Grecja                       | Olympiakos Pireus             |
| Hiszpania                    | CS Gran Canaria               |
| Chorwacja                    | Mladost Zagrzeb               |
| Niemcy                       | SCC Berlin                    |
| Rumunia                      | Explorari Baia Mare           |
| Włochy                       | Maxicono Parma                |
| Włochy                       | Messaggero Ravenna            |

## Runda wstępna

### I runda
| Data  | Drużyna 1                   | Wynik | Drużyna 2                   | Sety                            |
| ----- | --------------------------- | ----- | --------------------------- | ------------------------------- |
| 30.10 | Somogy Kaposvár             | 1:3   | Vileda Maribor              | 13:15, 15:5, 11:15, 8:15        |
| 06.11 | Vileda Maribor              | 3:0   | Somogy Kaposvár             | 16:14, 15:5, 17:15              |
|       |                             |       |                             |                                 |
| 06.11 | UC Lozanna                  | 1:3   | Holte IF                    | 9:15, 13:15, 15:10, 5:15        |
| 14.11 | Holte IF                    | 3:2   | UC Lozanna                  | 15:11, 13:15, 5:15, 15:4, 15:17 |
|       |                             |       |                             |                                 |
| 07.11 | VKP Bratysława              | 3:1   | Anorthosis Famagusta        | 6:15, 15:13, 15:6, 15:4         |
| 14.11 | Anorthosis Famagusta        | 0:3   | VKP Bratysława              | 6:15, 8:15, 4:14                |
|       |                             |       |                             |                                 |
| 06.11 | Strumica Geneks Inżenering  | 2:3   | Donaukraft Wiedeń           | 7:15, 16:14, 15:12, 11:15, 8:15 |
| 14.11 | Donaukraft Wiedeń           | 3:0   | Strumica Geneks Inżenering  | 15:7, 15:6, 15:7                |
|       |                             |       |                             |                                 |
| 07.11 | AZS Częstochowa             | 3:0   | Morena Wilno                | 15:3, 15:5, 15:10               |
| 17.11 | Morena Wilno                | 0:3   | AZS Częstochowa             | 5:15, 7:15, 10:15               |
|       |                             |       |                             |                                 |
| 07.11 | Sputnik Witebsk             | 2:3   | Szachtar Donieck            | 15:4, 15:5, 12:15, 13:15, 11:15 |
| 13.11 | Szachtar Donieck            | 3:1   | Sputnik Witebsk             | 15:11, 12:15, 15:12, 15:4       |
|       |                             |       |                             |                                 |
| 06.11 | Avtomobilist St. Petersburg | 3:0   | CSKA Sofia                  | 15:0, 15:12, 15:9               |
| 07.11 | CSKA Sofia                  | 0:3   | Avtomobilist St. Petersburg | 8:15, 6:15, 9:15                |
|       |                             |       |                             |                                 |
| 06.11 | Sporting CP                 | 1:3   | Piet Zoomers Apeldoorn      | 15:12, 12:15, 14:16, 10:15      |
| 13.11 | Piet Zoomers Apeldoorn      | 3:0   | Sporting CP                 | 15:9, 15:7, 16:14               |

### II runda
| Data  | Drużyna 1                   | Wynik | Drużyna 2                   | Sety                             |
| ----- | --------------------------- | ----- | --------------------------- | -------------------------------- |
| 03.12 | SK Tirana                   | 0:3   | Vileda Maribor              | 5:15, 9:15, 2:15                 |
| 04.12 | Vileda Maribor              | 3:0   | SK Tirana                   | 15:5, 15:5, 15:6                 |
|       |                             |       |                             |                                  |
| 05.12 | Holte IF                    | 1:3   | PSG Asnieres                | 5:15, 7:15, 15:13, 7:15          |
| 11.12 | PSG Asnieres                | 3:0   | Holte IF                    | 15:11, 15:7, 16:14               |
|       |                             |       |                             |                                  |
| 04.12 | Hapoel Bat Jam              | 3:1   | VKP Bratysława              | 15:9, 15:9, 7:15, 15:8           |
| 11.12 | VKP Bratysława              | 3:2   | Hapoel Bat Jam              | 15:5, 15:7, 9:15, 13:15, 15:13   |
|       |                             |       |                             |                                  |
| 05.12 | Donaukraft Wiedeń           | 3:0   | Vildoga Muranija Ryga       | 15:10, 15:5, 15:6                |
| 11.12 | Vildoga Muranija Ryga       | 3:0   | Donaukraft Wiedeń           | 15:11, 16:14, 15:13              |
|       |                             |       |                             |                                  |
| 04.12 | AZS Częstochowa             | 3:1   | Szachtar Donieck            | 12:15, 15:9, 15:8, 16:14         |
| 11.12 | Szachtar Donieck            | 3:1   | AZS Częstochowa             | 15:6, 15:10, 5:15, 15:4          |
|       |                             |       |                             |                                  |
| 05.12 | KuPS Volley Kuopio          | 3:0   | Aero Odolena Voda           | 15:11, 15:12, 15:8               |
| 12.12 | Aero Odolena Voda           | 1:3   | KuPS Volley Kuopio          | 4:15, 15:11, 12:15, 12:15        |
|       |                             |       |                             |                                  |
| 11.12 | Avtomobilist St. Petersburg | 1:3   | Halkbank Ankara             | 15:10, 9:15, 8:15, 8:15          |
| 12.12 | Halkbank Ankara             | 3:0   | Avtomobilist St. Petersburg | 15:10, 15:11, 15:12              |
|       |                             |       |                             |                                  |
| 11.12 | Piet Zoomers Apeldoorn      | 3:2   | Skien VBK                   | 15:8, 14:16, 15:12, 13:15, 15:10 |
| 12.12 | Skien VBK                   | 0:3   | Piet Zoomers Apeldoorn      | 7:15, 6:15, 8:15                 |

### III runda
| Data  | Drużyna 1              | Wynik | Drużyna 2              | Sety                              |
| ----- | ---------------------- | ----- | ---------------------- | --------------------------------- |
| 11.01 | Vileda Maribor         | 0:3   | Maxicono Parma         | 2:15, 7:15, 6:15                  |
| 18.01 | Maxicono Parma         | 3:0   | Vileda Maribor         | 15:2, 15:3, 15:2                  |
|       |                        |       |                        |                                   |
| 12.01 | PSG Asnieres           | 3:0   | CS Gran Canaria        | 15:6, 15:13, 15:6                 |
| 19.01 | CS Gran Canaria        | 3:0   | PSG Asnieres           | 15:11, 15:11, 15:3                |
|       |                        |       |                        |                                   |
| 12.01 | Hapoel Bat Jam         | 1:3   | Olympiakos Pireus      | 1:15, 14:16, 15:8, 9:15           |
| 19.01 | Olympiakos Pireus      | 3:0   | Hapoel Bat Jam         | 15:1, 15:5, 15:10                 |
|       |                        |       |                        |                                   |
| 18.01 | Explorari Baia Mare    | 0:3   | Donaukraft Wiedeń      | 4:15, 5:15, 13:15                 |
| 20.01 | Donaukraft Wiedeń      | 3:1   | Explorari Baia Mare    | 15:10, 15:12, 10:15, 15:6         |
|       |                        |       |                        |                                   |
| 13.01 | SCC Berlin             | 3:1   | Szachtar Donieck       | 15:1, 11:15, 15:11, 15:9          |
| 19.01 | Szachtar Donieck       | 2:3   | SCC Berlin             | 15:12, 14:16, 15:12, 12:15, 11:15 |
|       |                        |       |                        |                                   |
| 12.01 | Maes Pils Zellik       | 3:0   | KuPS Volley Kuopio     | 17:16, 15:8, 17:15                |
| 18.01 | KuPS Volley Kuopio     | 1:3   | Maes Pils Zellik       | 13:15, 13:15, 15:12, 15:17        |
|       |                        |       |                        |                                   |
| 12.01 | Halkbank Ankara        | 3:0   | Mladost Zagrzeb        | 15:8, 15:5, 15:12                 |
| 20.01 | Mladost Zagrzeb        | 3:0   | Halkbank Ankara        | 15:8, 15:6, 15:9                  |
|       |                        |       |                        |                                   |
| 12.01 | Piet Zoomers Apeldoorn | 0:3   | Messaggero Ravenna     | 13:15, 8:15, 9:15                 |
| 19.01 | Messaggero Ravenna     | 3:0   | Piet Zoomers Apeldoorn | 17:15, 15:13, 15:3                |

## Ćwierćfinały
| Data  | Drużyna 1          | Wynik | Drużyna 2          | Sety                             |
| ----- | ------------------ | ----- | ------------------ | -------------------------------- |
| 09.02 | PSG Asnieres       | 0:3   | Maxicono Parma     | 8:15, 3:15, 14:16                |
| 15.02 | Maxicono Parma     | 3:0   | PSG Asnieres       | 15:8, 15:10, 15:10               |
|       |                    |       |                    |                                  |
| 09.02 | Donaukraft Wiedeń  | 2:3   | Olympiakos Pireus  | 15:13, 7:15, 15:13, 11:!5, 13:15 |
| 17.02 | Olympiakos Pireus  | 3:0   | Donaukraft Wiedeń  | 15:9, 15:12, 15:5                |
|       |                    |       |                    |                                  |
| 09.02 | Maes Pils Zellik   | 3:0   | SCC Berlin         | 15:3, 15:3, 15:13                |
| 16.02 | SCC Berlin         | 3:0   | Maes Pils Zellik   | 15:12, 17:15, 15:10              |
|       |                    |       |                    |                                  |
| 09.02 | Halkbank Ankara    | 3:1   | Messaggero Ravenna | 15:6, 15:12, 14:16, 17:16        |
| 16.02 | Messaggero Ravenna | 3:0   | Halkbank Ankara    | 15:12, 15:8, 15:7                |

## Turniej finałowy
Bruksela

### Półfinał
| Data  | Drużyna 1          | Wynik | Drużyna 2         | Sety              |
| ----- | ------------------ | ----- | ----------------- | ----------------- |
| 11.03 | Messaggero Ravenna | 3:0   | Maes Pils Zellik  | 15:8, 15:10, 15:8 |
| 11.03 | Maxicono Parma     | 3:0   | Olympiakos Pireus | 15:7, 15:8, 15:4  |

### Mecz o 3. miejsce
| Data  | Drużyna 1        | Wynik | Drużyna 2         | Sety               |
| ----- | ---------------- | ----- | ----------------- | ------------------ |
| 12.03 | Maes Pils Zellik | 3:0   | Olympiakos Pireus | 15:12, 15:12, 15:3 |

### Finał
| Data  | Drużyna 1          | Wynik | Drużyna 2      | Sety                |
| ----- | ------------------ | ----- | -------------- | ------------------- |
| 12.03 | Messaggero Ravenna | 3:0   | Maxicono Parma | 15:10, 17:15, 15:10 |

## Klasyfikacja końcowa
| Miejsce | Drużyna            |
| ------- | ------------------ |
| złoto   | Messaggero Ravenna |
| srebro  | Maxicono Parma     |
| brąz    | Maes Pils Zellik   |
| 4.      | Olympiakos Pireus  |